# Nilüfer Çınar Çorlulu
Nilüfer İpek Çınar, amb el cognom de casada Nilüfer İpek Çınar Çorlulu, més coneguda com a Nilüfer Çınar Çorlulu (İskenderun, Hatay, 1962) és una escaquista turca, Mestre Internacional Femení, des de 1993. És la primera escaquista turca en rebre aquest títol, Nilüfer Çınar també ha guanyat el campionat femení de Turquia nou vegades. És graduada del departament de matemàtiques de la Universitat Tècnica d'Istanbul.